# Zentralmoschee (Almaty)

Zentralmoschee, 2014

Die Zentrale Moschee der Stadt Almaty (kasachisch Алматы қаласының орталық мешіті; russisch Центральная мечеть города Алма-Ата) ist eine Moschee in der kasachischen Stadt Almaty und eine der größten Moscheen in Kasachstan.

## Beschreibung
Mit dem Bau der Moschee wurde 1993 begonnen. Sie wurde an einer Stelle der Stadt errichtet, an der sich bereits seit Ende des 19. Jahrhunderts eine Moschee befand. Im Juli 1999 wurde sie fertiggestellt. Sie befindet sich im Zentrum der Stadt an der Puschkin-Straße.
Das dreigeschossige Gebäude weist eine rechteckige Grundform auf. An der südwestlichen Seite befindet sich der Mihrāb, die islamische Gebetsnische in Moscheen, die die Gebetsrichtung nach Mekka anzeigt. Die große Kuppel steht auf einem achteckigen Sockel und hat eine Höhe von 36 Metern und einen Durchmesser von 20 Metern. Unterhalb der Kuppel sind Inschriften mit Koransuren angebracht, den unteren Rand der Kuppel umgibt ein Gürtel aus farbigen Mosaiken. Ursprünglich hatte die Moschee schlichte blaue Kuppeln; 2006 wurde die Hauptkuppel mit Keramikfliesen verkleidet. Zwischen 2010 und 2011 wurde die Moschee renoviert und dabei alle Kuppeln mit goldenen Platten versehen.
Der Eingang an der östlichen Seite ist durch ein großes Portal mit Spitzbogen, der mit Marmorfliesen verziert ist, umgeben. An der südöstlichen Ecke gibt es einen Durchgang zum Minarett. Dieses misst eine Höhe von 47 Metern.
Im Innenbereich gibt es eine Halle mit zweistufigen Arkaden. Es gibt Gebetssäle für Männer und Freuen mit separaten Eingängen. Der Mihrab ist mit Keramikfliesen und epigraphischen Verzierungen gestaltet. Die Moschee bietet insgesamt Platz für 2.000 Gläubige.

## Galerie

Die Moschee mit blauer Kuppel (2005)
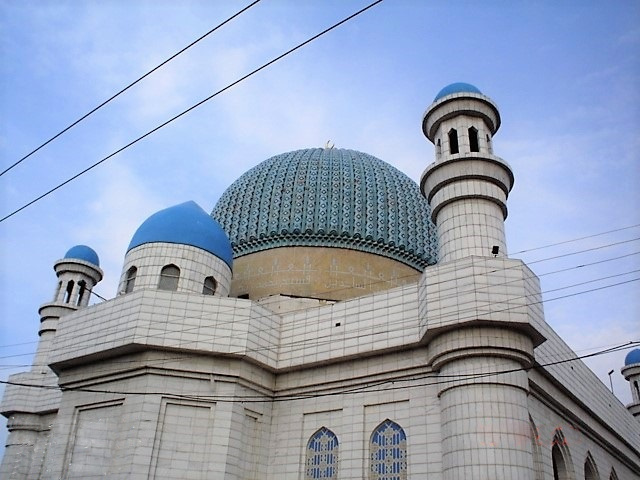
Die Kuppel verziert mit Keramikfliesen (2008)